# Stájer Elő-Alpok
A Stájer Elő-Alpok (németül: Steirisches Randgebirge, szlovénül: Štajersko Robno hribovje) az Alpok keleti részében található hegyvonulat, melyet az Alpok SOIUSA (Suddivisione Orografica Internazionale Unificata del Sistema Alpino, angolul: International Standardized Mountain Subdivision of the Alps) szerinti felosztása során különítettek el. Főként Ausztriában terül el, de keleten átnyúlik Magyarországra, délen pedig Szlovéniába.

## Földrajz
Az egész hegyvonulat a Duna vízgyűjtő területéhez tartozik. Innen ered számos magyarországi folyó: Rába, Pinka, Gyöngyös, Répce és a Lajta. A Mura keresztülfolyik rajta, míg a Dráva délről határolja.

### SOIUSA szerinti osztályozás
A SOIUSA szerint a Stájer Elő-Alpok a Keleti-Alpok egy körzete az alábbi osztályozásnak megfelelően:
- fő rész (settore) = Keleti-Alpok
- övezet (grande settore) = Középső Keleti-Alpok
- körzet (sezione) = Stájer Elő-Alpok
- kód = II/A-20

### A Stájer Elő-Alpok felosztása
A Stájer Elő-Alpok körzete 4 alkörzetre (sottosezione), továbbá 12 szupercsoportra (supergruppo) osztható. Ezek rendre a következőek a legmagasabb csúcsaikkal, illetve SOIUSA-kódjaikkal:
- Északnyugati Stájer Elő-Alpok – II/A-20.I.
  - Stubalpe – Ameringkogel 2184 m – II/A-20.I.A.
  - Gleinalpe – Lenzmoarkogel 1991 m – II/A-20.I.B.
  - Westgraz – Heiggerkogel 1098 m – II/A-20.I.C.
- Délnyugati Stájer Elő-Alpok – II/A-20.II.
  - Koralpe – Großer Speikkogel 2140 m – II/A-20.II.A.
  - Reinischkögel – Reinischkögel 1463 m – II/A-20.II.B.
  - Kobansko – Hühnerkogel 1522 m – II/A-20.II.C.
- Középső Stájer Elő-Alpok – II/A-20.III.
  - Fischbachi-Alpok – Stuhleck 1782 m - II/A-20.III.A.
  - Ostgraz – Hochlantsch 1720 m – II/A-20.III.B.
- Keleti Stájer Elő-Alpok – II/A-20.IV.
  - Wechsel-Joglland – Wechsel 1743 m – II/A-20.IV.A.
  - Bucklige Welt – Eselberg 947 m – II/A-20.IV.B.
  - Borostyánkői-hegység és Kőszegi-hegység – Hutwisch 896 m – II/A-20.IV.C.
  - Rozália-hegység és Soproni-hegység – Heuberg[2][3] (Rozália-kápolna) 748 m – II/A-20.IV.D.

## Nevezetesebb csúcsok

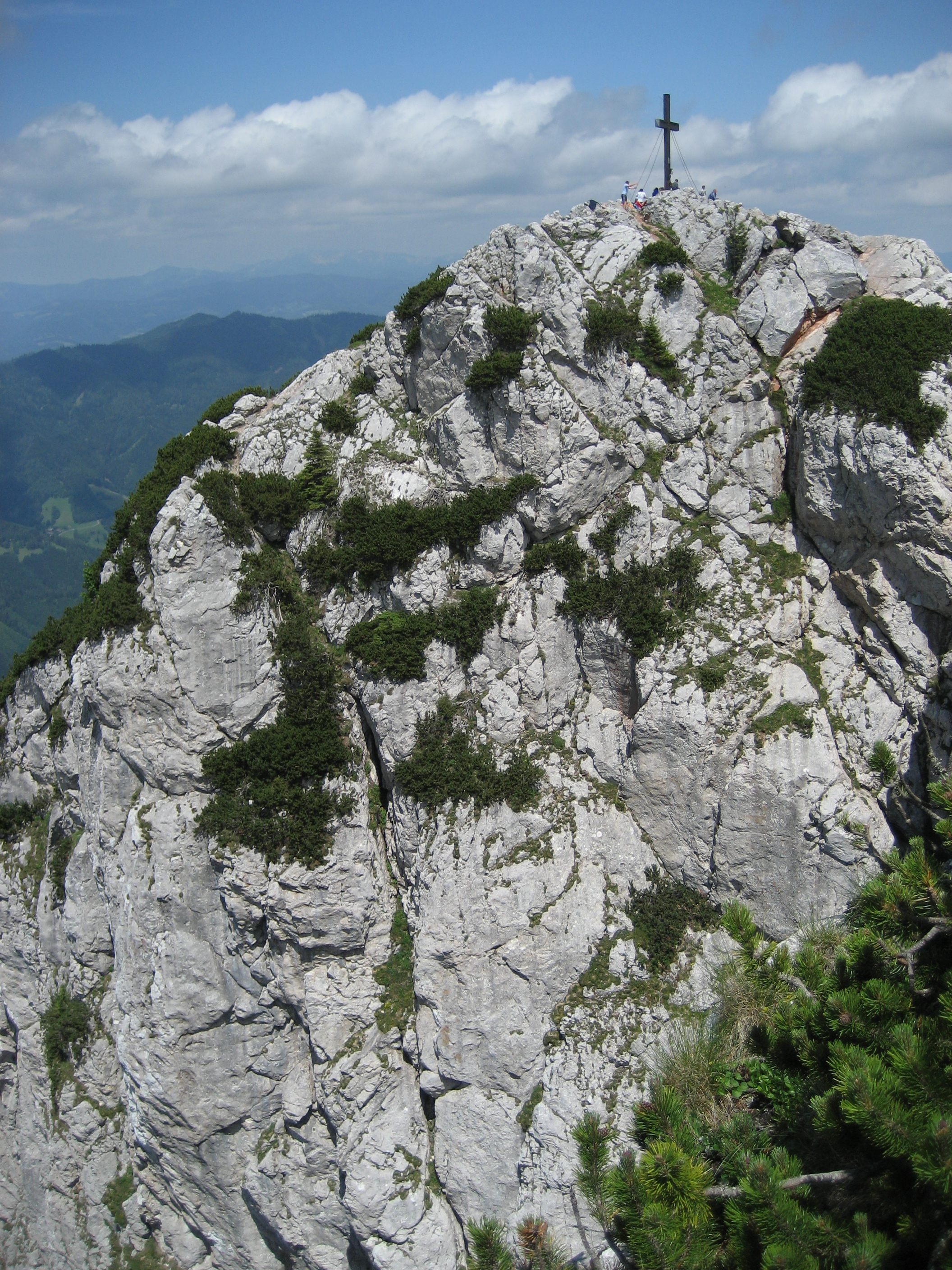
Hochlantsch (1720 m)

A Stájer Elő-Alpok néhány nevezetesebb csúcsa:
| Csúcs                       | méter | láb  |
| --------------------------- | ----- | ---- |
| Ameringkogel                | 2184  | 7164 |
| Großer Speikkogel           | 2140  | 7019 |
| Stuhleck                    | 1782  | 5845 |
| Wechsel                     | 1743  | 5717 |
| Hochlantsch                 | 1720  | 5642 |
| Hühnerkogel (Košenjak)      | 1522  | 4992 |
| Írott-kő (Geschriebenstein) | 882   | 2893 |
| Magas-bérc                  | 557   | 1827 |